# 宇部市立琴芝小学校
宇部市立琴芝小学校（うべしりつ ことしばしょうがっこう）は、山口県宇部市東琴芝にある公立小学校。

## 概要
JR西日本琴芝駅より北東に約450 ｍの国道490号沿線に位置する。
宇部市立神原小学校の児童数急増に伴い、1958年（昭和33年）4月に開校した。
校区の東側にはときわ公園やときわ動物園が広がる。
校区の中央付近の国道490号沿線には、飲食店やカラオケボックスなどが立ち並び、宇部市交通局の宇部市営バスが運行されている。

## 沿革
※出典
- 1958年（昭和33年）4月 ‐ 開校[3]。
- 1958年（昭和33年）10月 ‐ 給食調理室、宿直室新設。
- 1959年（昭和34年）5月 - 図書室新設。
- 1960年（昭和35年）2月 - 校舎本館新設。
- 1964年（昭和39年）4月 - 体育館新設。特殊学級（現在の特別支援学級）開設。
- 1969年（昭和44年）7月 - プール新設。
- 1975年（昭和50年）2月 - 全教室カラーテレビ設置。
- 1978年（昭和53年）4月 - 市研究推進校に指定（学習指導）
- 1980年（昭和55年）3月 - 市研究推進校紙上発表。
- 1981年（昭和56年）6月 - プール浄化装置設置。
- 1986年（昭和61年）1月 - 大型滑り台新設。校歌制定と発表。
- 1987年（昭和62年）10月 - ランチルーム新設。
- 1987年（昭和62年）12月 - 県立宇部高女跡石碑建立。

- 1989年（平成元年） 2月 - 開校30周年記念式典、記念誌発行。
- 1990年（平成2年）  4月 - 市研究推進校に指定（理科教育）
- 1991年（平成3年）  3月 - 琴芝マップ編集。
- 1992年（平成4年）  3月 - 校舎改築第1期工事（普通教室）完工。
- 1993年（平成5年）  3月 - 校舎改築第2期工事（特別教室）完工。
- 1994年（平成6年）  3月 - 校舎改築第3期工事（普通教室）完工。
- 1995年（平成7年）  2月 - 校舎改築第4期工事（本館棟）完工。
- 1995年（平成7年）  6月 - 飼育舎、学習教材園、生活科砂場、土山新設。
- 1995年（平成7年）  9月 - 緑の芝広場、屋外時計、築山（玄関前）新設。
- 1995年（平成7年）  9月 - 飼育池、陶芸窯、水銀灯（体育館）新設。
- 1995年（平成7年）  10月 - クラブハウス新設。新校舎落成記念式典。
- 1996年（平成8年）  3月 - 琴芝学校給食共同調理室新設。
- 1996年（平成8年）  4月 - 福祉教育推進モデル校指定（～10年）
- 1998年（平成10年）11月 - 韓国慶尚南道盤松初等学校と絵画交流。
- 2000年（平成12年）11月 - 中庭の池改修工事。
- 2001年（平成13年）4月 - 体育館ステージカーテン新設。
- 2002年（平成14年）3月 - 体育館演台、花台購入。
- 2003年（平成15年）2月 - 屋外放送ボックス設置。
- 2005年（平成19年）4月 - 人間関係づくり実践プロジェクト推進校に指定。
- 2006年（平成20年）4月 - 特別支援学級（肢体不自由）新設。
- 2008年（平成22年）6月 - 緊急メール連絡システム構築。
- 2009年（平成23年）3月 - 正門改修工事及び舗装工事完工。
- 2010年（平成24年）4月 - 文部科学省コミュニティ・スクールに指定。
- 2013年（平成27年）9月 - 水飲み場新設。
- 2015年（平成29年）12月 - 新体育館建設工事完工。
- 2016年（平成30年）1月 - 太陽光発電システム設置。
- 2016年（平成30年）2月 - ブランコ新設。
- 2016年（平成30年）7月 - 雲梯2基新設。
- 2016年（平成30年）9月 - 黒板固定型液晶プロジェクター設置（16教室）
- 2017年（平成31年）4月 - プール改修工事完工。

- 2018年（令和2年）  4月 - 県プログラミング教育推進事業研究協力校（山口県）に指定。

## 校歌
1986年（昭和61年）1月に制定。作詞は、校歌制定委員会。作曲は、中尾晃一によるもの。歌詞では市内にある霜降岳を歌った節がある。

## 通学区域
- 琴芝全区[5]

## 進学先中学校
- 宇部市立上宇部中学校[5]
- 宇部市立常盤中学校[5]

## 最寄り駅
- JR宇部線 琴芝駅

## 最寄り停留所
- 宇部市交通局 神原公園